# Костас Куцомитис
Костас Куцомитис (на гръцки: Κώστας Κουτσομύτης) е гръцки режисьор и сценарист, работил предимно за телевизията.

## Биография
Роден е на 20 септември 1938 година в западномакедонския град Гревена. Учи във Виенската филмова академия.
През 1965 година прави първия си късометражен филм „Стаята“ (Το δωμάτιο). На следната 1966 година е съавтор с Василис Василикос на сценария за „Жертви на мира“ (Θύματα Ειρήνης), базиран на едноименната книга на писателя. След като се връща в Гърция работи като асистент режисьор във „Финос Филм“, най-голямата филмова компания в страната.
През 1987 година прави свой уникален игрален филм „Чиновникът“ (Ο Κλοιός), който печели награда за сценарий на Солунския филмов фестивал. Сред телевизионните сериали, които режисира са „Той и той“ (Εκείνος κι εκείνος), „Любовта закъсня един ден“ (Η αγάπη άργησε μια μέρα), „Големият гняв“ (Ο μεγάλος θυμός), „По-късно дойдоха пчелите“ (Υστερα ήρθαν οι μέλισσες), „Децата на Ниопси“ (Τα παιδιά της Νιόψης), „Кървава земя“ (Ματωμένα Χώματα), „Вещиците на Смирна“ (Οι μάγισσες της Σμύρνης), „Тереза Варма Дакоста“ (Τερέζα Βάρμα Δακόστα), „Опушено небе“ (Καπνισμένος ουρανός), „Жълт плик“ (Κίτρινος φάκελλος), „Боядисана червена коса“ (Βαμμένα Κόκκινα Μαλλιά), „Проба на булчинска рокля“ (Πρόβα Νυφικού), „Изпълнението“ (Η εκτέλεση).
Умира на 10 март 2016 година в болницата „Сисманоглио“ в Атина.